# Lujiazui
Lujiazui (chinesisch 陆家嘴街道, Pinyin Lùjiāzuǐ Jiēdào) ist ein Straßenviertel der regierungsunmittelbaren Stadt Shanghai im Stadtbezirk Pudong. Lujiazui zählte 2010 insgesamt 112.507 Einwohner und hat eine Fläche von 6,897 km².
Der Erfolg von Lujiazui in den letzten 20 Jahren hat touristische und geschäftliche Reisen nach Shanghai angeheizt. Bilder von der Lujiazui-Skyline dominieren Shanghai-Tourismus-Materialien.

## Galerie

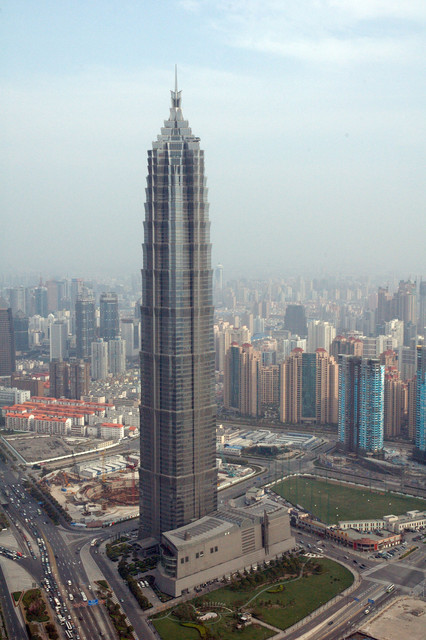
Jin Mao Tower vom Oriental Pearl Tower, mit dem SWFC im Bau 2005
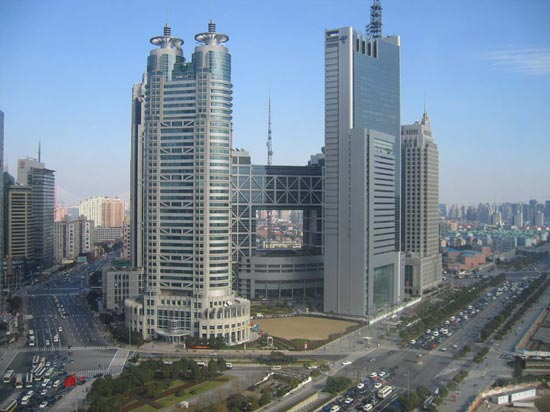
Lujiazui Finance and Trade Zone, Pudong
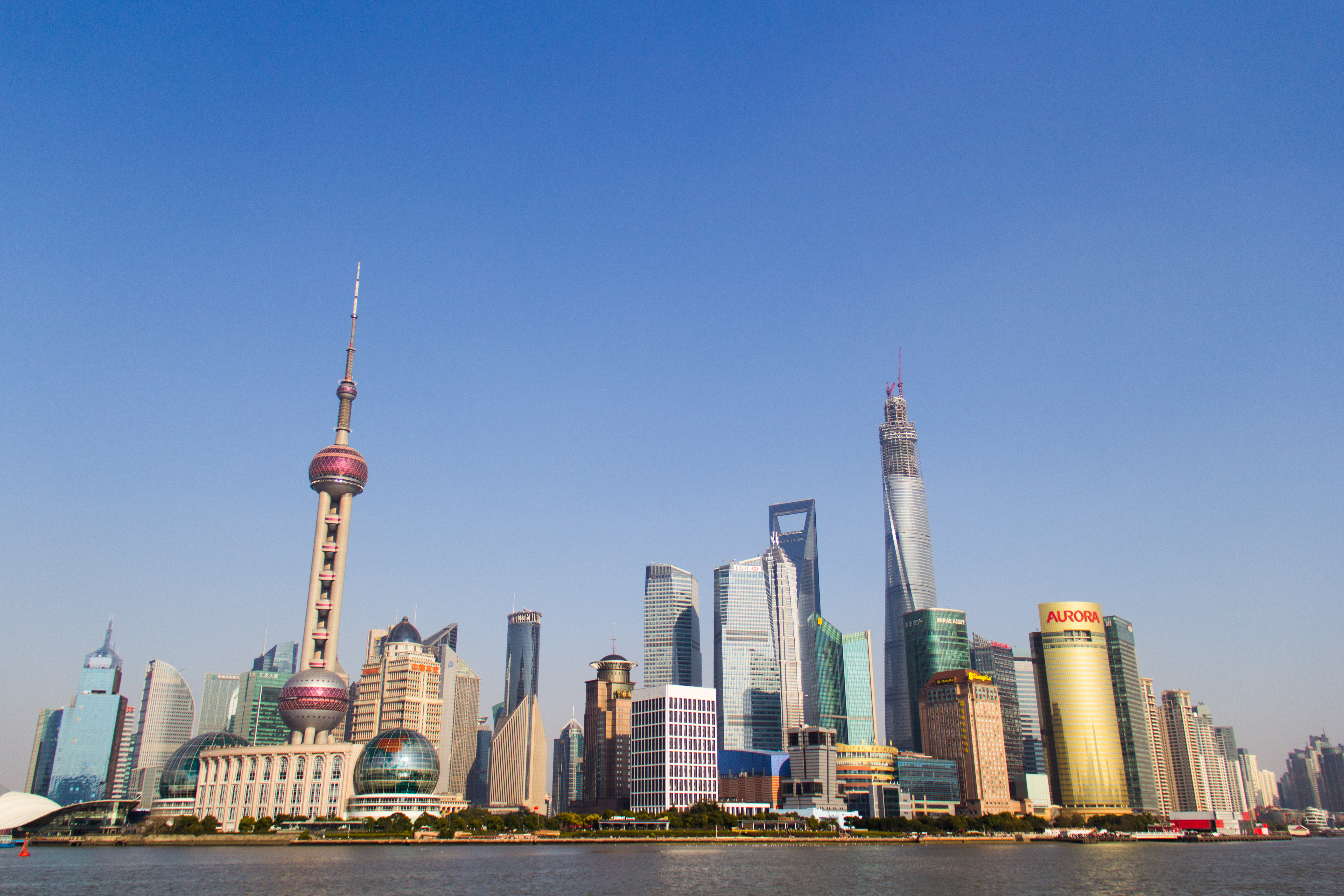
Lujiazui Panorama

## Höchste Gebäude (über 200 m)
| Adresse                   | Alternativer Name                                 | Bild | Höhe (m) | Anzahl der Stockwerke | Jahr der Fertigstellung |
| ------------------------- | ------------------------------------------------- | ---- | -------- | --------------------- | ----------------------- |
| 51 West Lujiazui Road     | Shanghai Tower                                    |      | 632      | 128                   | 2014                    |
| 100 Century Avenue        | Shanghai World Financial Center                   |      | 492      | 101                   | 2008                    |
| 1 Century Avenue          | Oriental Pearl Radio & TV Tower                   |      | 467,9    | 14                    | 1994                    |
| 88 Century Avenue         | Jin Mao Tower                                     |      | 421      | 93                    | 1998                    |
| 68 Middle Yincheng Road   | One Lujiazui                                      |      | 269      | 53                    | 2008                    |
| 188 Middle Yincheng Road  | BoCom Financial Towers                            |      | 265      | 52                    | 2002                    |
| 168 East Yincheng Road    | Bank of Shanghai Headquarters                     |      | 252      | 46                    | 2005                    |
| 8 Century Avenue          | Shanghai International Finance Centre South Tower |      | 250      | 58                    | 2009                    |
| 200 Central Yincheng Road | Bank of China Tower                               |      | 226      | 53                    | 2000                    |